# Diorama (model)

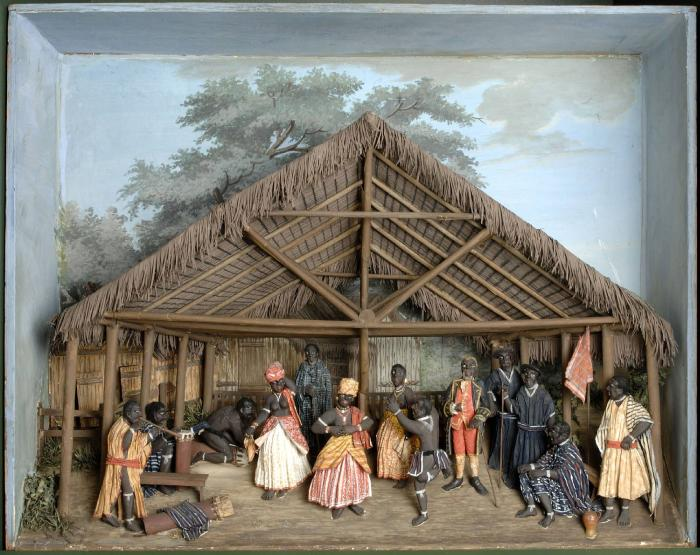
Diorama van een Doe-feest in Suriname, een werk van Gerrit Schouten uit 1819.

Een diorama is een vaak museale, driedimensionale opstelling waarin een bestaande of mogelijke werkelijkheid wordt getoond. Het woord wordt gebruikt voor uiteenlopende vormen: van miniatuur-nabootsingen van veldslagen tot grootschalige habitat simulaties in natuurhistorische musea.

## Betekenis en oorsprong

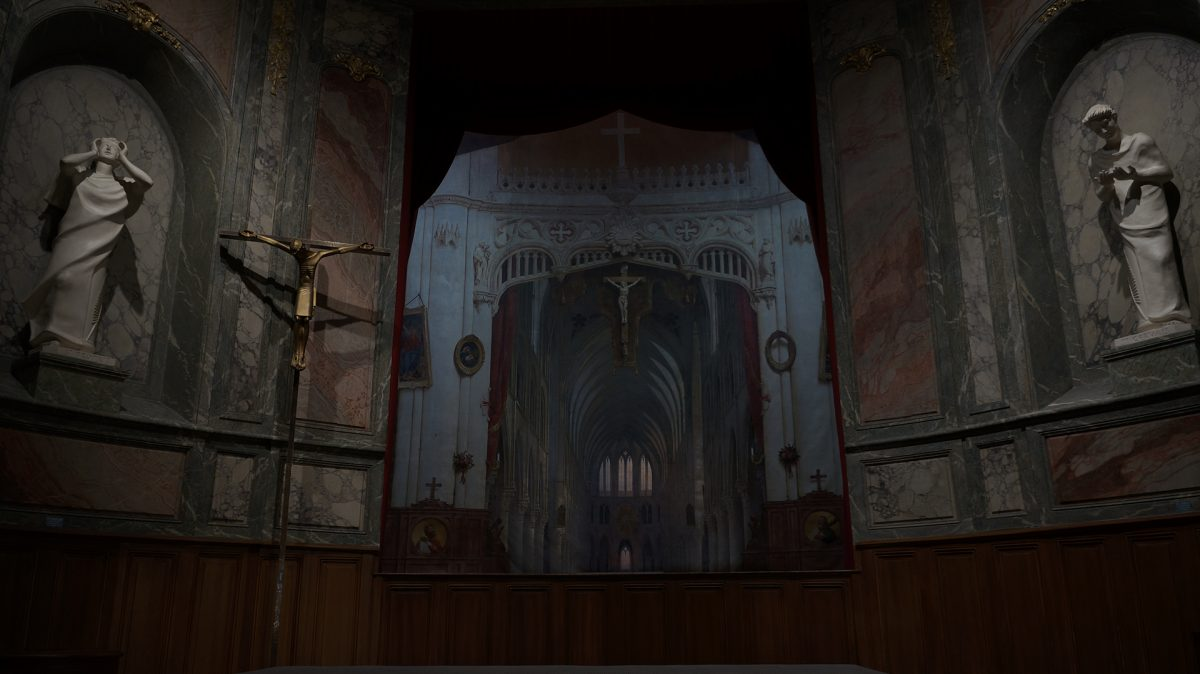
Het Diorama dat Louis Daguerre in 1842 aan de kerk van Bry-sur-Marne, nabij Parijs, schonk. Met een druk op een knop wordt een lichtsequentie in werking gezet, die het half-transparante doek de illusie van diepte geeft.

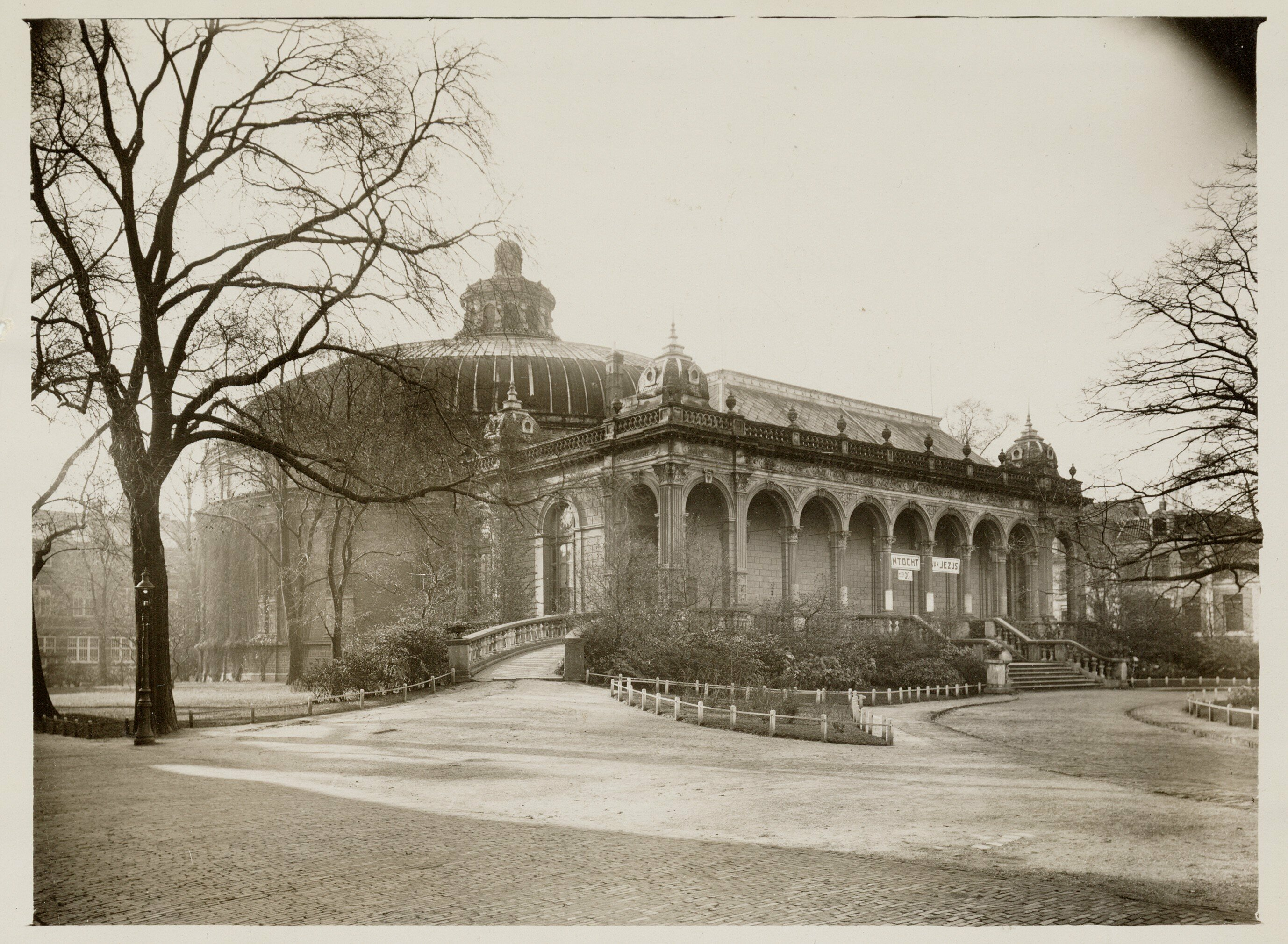
Panorama Plantage Middenlaan, Amsterdam (1880), waarin behalve een panorama ook een diorama te zien was.

Het woord 'diorama' werd voor het eerst gebruikt in 1822 voor een visuele show die verwant is aan de destijds populaire, rondreizende 'panoramas'. Diorama is een samentrekking van het Griekse 'di-', dat 'door' betekent, en 'orama': een 'zicht' of 'dat wat gezien wordt'.
Het diorama werd in Frankrijk ontwikkeld door uitvinder/kunstenaar Louis Daguerre - bekend geworden door de fotografische daguerreotypie-techniek - en de schilder Charles-Marie Bouton. Hun diorama bestond uit een monumentaal schilderij van een landschap of interieur op semi-transparant doek, gepresenteerd in een verduisterde ruimte, dat met verschillende licht- en geluidseffecten tot leven werd gebracht. Deze visuele illusie leek het publiek tijdelijk naar een andere wereld te transporteren: een vroege vorm van virtual reality.
Een 19e-eeuws voorbeeld van dit soort diorama is nog te bezoeken in de kerk van Bry-sur-Marne, nabij Parijs.

## Dioramavormen
Door de tijd heen wordt het begrip 'diorama' voor verschillende vormen van gesimuleerde voorstellingen gebruikt. Vaak hebben deze een educatieve functie, soms zijn ze alleen bedoeld voor vermaak.

### Het geschilderde diorama
Dit is het diorama zoals Daguerre en Bouton het ontwikkelden. Van 1823 tot halverwege de 19e eeuw was het geschilderde diorama in Europa en Noord-Amerika een populaire show, waarin lichteffecten en geluidseffecten een monumentaal en meestal levensgroot schilderij tot leven wekten. Grote steden hadden hun eigen diorama-gebouwen. Doordat de lichteffecten onder andere met olielampen en filters werden bewerkstelligd, werden deze diorama's regelmatig door brand vernietigd. De populariteit van deze diorama-vorm verdween onder andere door de opkomst van fotografie - en illusionistische fotografische technieken zoals de stereoscopie.

### Het natuurhistorisch diorama

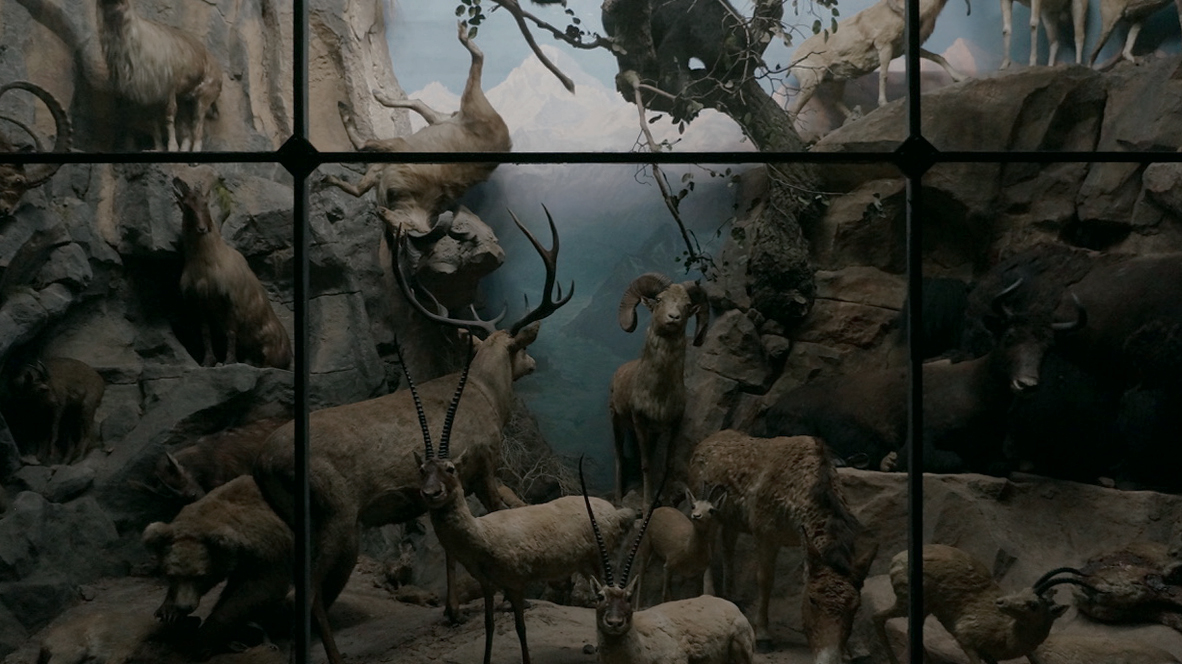
'Himalaya at Dawn', diorama uit 1905 in het Powell-Cotton Museum in Engeland.

Een bekende vorm bestaat uit de uitbeeldingen van scènes uit de natuur, waarin opgezette dieren worden opgesteld in een omgeving die bij hun biotoop past. De biotoop wordt nagebootst door een combinatie van een geschilderde achtergrond (een landschap) en kunstmatige bomen en andere elementen uit de natuur. Het oudste diorama van dit type (uit 1905) dat nog in de oorspronkelijke staat is, is te vinden in het Engelse Powell-Cotton museum.

### Het miniatuurdiorama

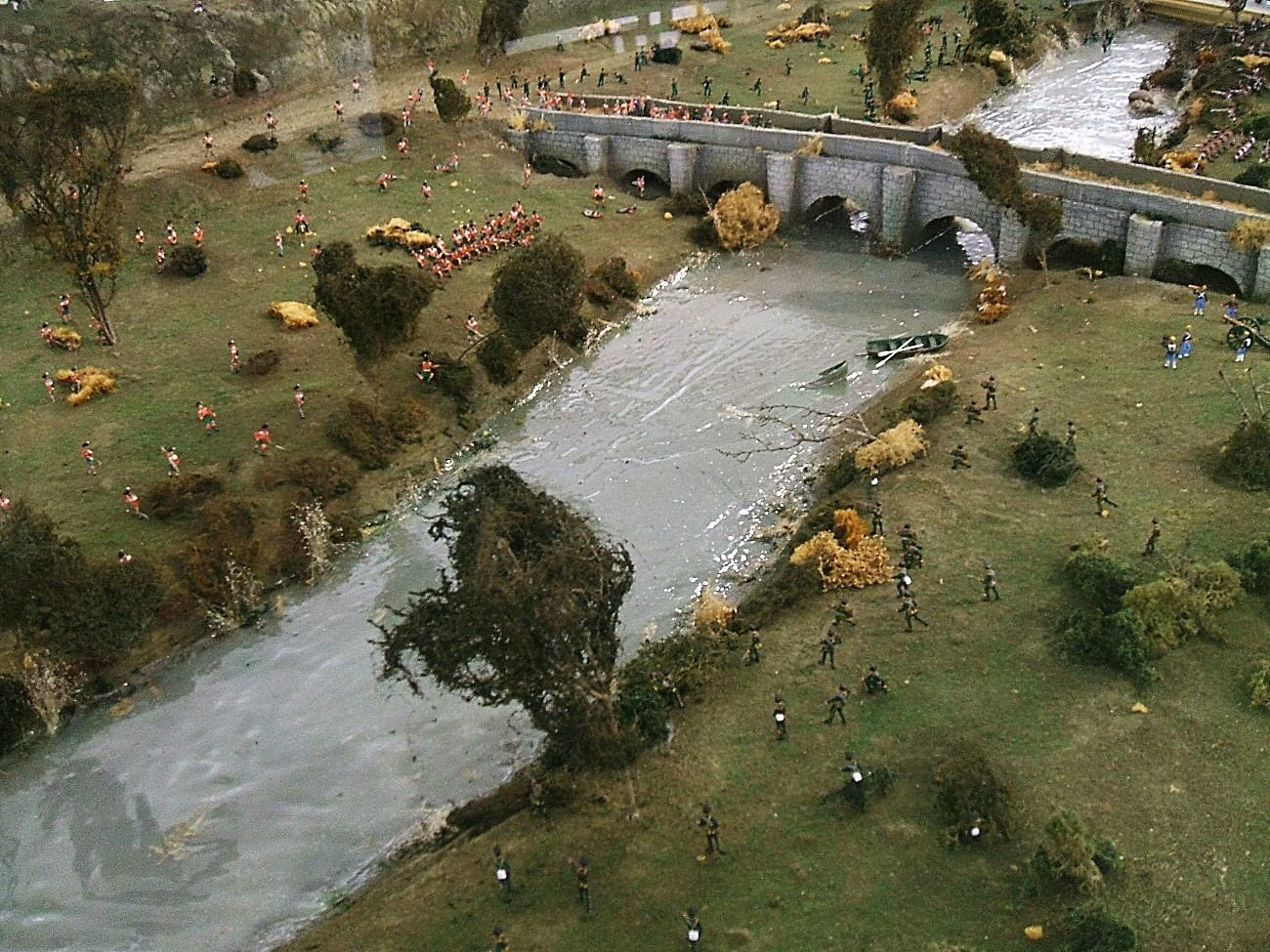
Diorama van de Slag bij Vitoria-Gasteizop 21 juni 1813

Een scène in miniatuur wordt ook wel een diorama genoemd. Een voorbeeld hiervan is te vinden in themapark De Efteling, waarin modeltreinen door het gedetailleerd vormgegeven landschap, inclusief lichteffecten en miniatuur-gebouwen, rijden. Andere voorbeelden zijn uitbeeldingen van veldslagen of verbeeldingen op schaal van historische of archeologische plaatsen en gebouwen.
Ook de 19e-eeuwse geschilderde diorama's hadden miniatuurversies: kijkdozen waarin verwisselbare afbeeldingen met transparante, gekleurde delen konden worden bekeken. Door het licht in de kijkdozen aan te passen (met kleppen of door deze tegen zon- of kaarslicht te houden) veranderde de afbeelding van een dag- in een nachtscène. Dit type zou worden opgevolgd door de toverlantaarn.

### Fictiediorama's
In verschillende themaparken zijn (meestal levensgrote) verbeeldingen te zien van scènes uit sprookjes of vertellingen. In een aantal gevallen maken deze, naast licht- en geluidseffecten, ook gebruik van automatons.

### Overige diorama's

#### In de beeldende kunst
Diorama-achtige opstellingen - meestal in de vorm van kijkkasten en miniaturen, zoals de historische 'peepshow' (uitvouwbare, papieren kijkdozen) - komen al vroeg voor in de kunstgeschiedenis. In de hedendaagse kunst wordt soms op verschillende manieren gebruik gemaakt van diorama-technieken, zoals in een aantal werken van Hans Op de Beeck, of, in een digitale variant, werken van kunstenaarsduo Margit Lukács en Persijn Broersen.
De Japanse fotograaf Hiroshi Sugimoto maakt al enkele decennia lang zwart-wit foto's van natuurhistorische diorama's.

#### In film en theater
In met name animatiefilms worden gelaagde, diorama-achtige decors gebruikt. Theatertechnieken van de voorbije eeuwen hebben ook hun invloed gehad op verschillende vormen van diorama's, vooral het gebruik van lichteffecten en het verkrijgen van dieptewerking door coulissen.

#### In de digitale wereld
In Virtual Reality, Augmented Reality en computer games wordt vaak gebruik gemaakt van (natuur)simulaties. Met name het bouwen van digitale landschappen heeft raakvlakken met zowel de landschapschilderkunst als het diorama of panorama. Deze digitale omgevingen zijn erop gericht om de gebruiker onder te dompelen in een bepaalde, kunstmatige, omgeving.

## Zie ook

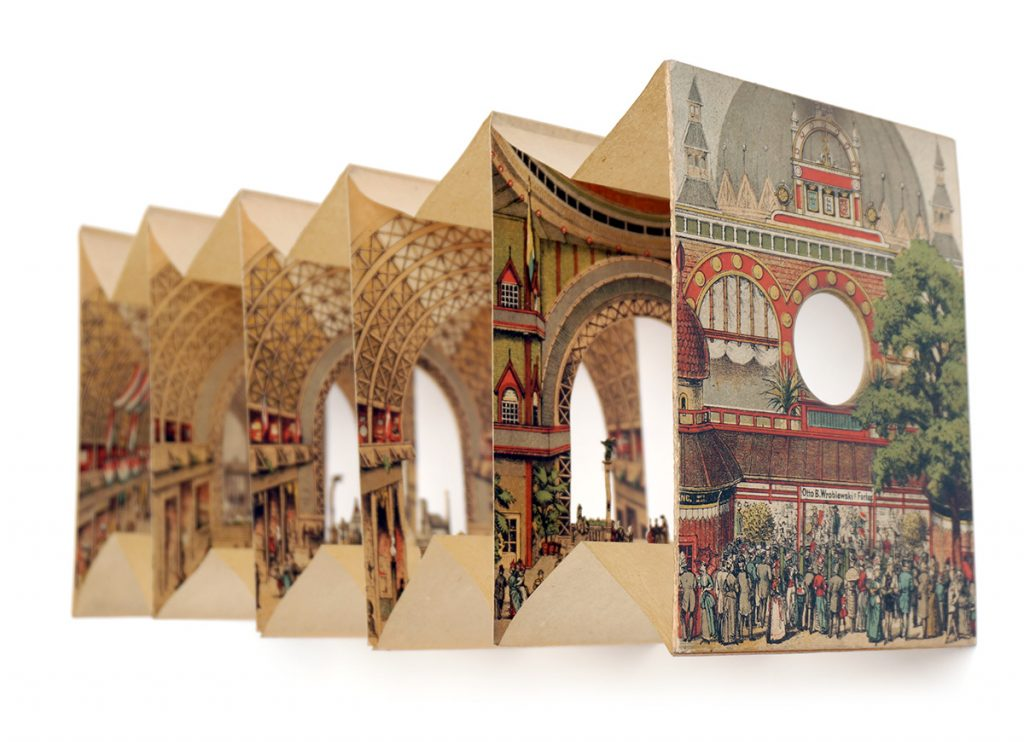
Een uitvouwbare 'peepshow' uit de 19e eeuw. Deze vorm van 'doorkijkjes' bestond al voor 1800.